# Liget
Liget je vas na Madžarskem, ki upravno spada pod podregijo Komlói Županije Baranja.